# Буковина у Прелоучи
Буковина у Прелоучи (чеш. Bukovina u Přelouče) је насељено мјесто са административним статусом сеоске општине (чеш. obec) у округу Пардубице, у Пардубичком крају, Чешка Република.

## Становништво
Према подацима о броју становника из 2014. године насеље је имало 73 становника.